# إميت بيرن
إميت بيرن هو محامي وسياسي أمريكي، ولد في 6 ديسمبر 1896 في شيكاغو في الولايات المتحدة، وتوفي في 25 سبتمبر 1974 في إيفانستون في الولايات المتحدة. نشط حزبياً في الحزب الجمهوري. وقد انتخب عضو مجلس النواب الأمريكي ‏.